# Атропинокоматозная терапия
Атропинокоматозная терапия, сокращённо АКТ (Atropine coma therapy, или, иначе, атропиношоковая терапия — АШТ), нередко называемая в среде психиатров просто «атропин» — один из методов интенсивной биологической терапии в психиатрии, основанный на внутримышечном или внутривенном введении высоких доз сильного центрального М-холиноблокатора атропина, вызывающих глубокое угнетение или отключение сознания — атропиновую кому.
Существует также методика лечения высокими, но не коматозными, дозами атропина, вызывающими не кому, а атропиновый делирий или галлюциноз — атропино-делириозная терапия (АДТ).
Использовалась в 1950-х — 1960-х годах в нескольких лечебных учреждениях США и до 1970-х в странах Восточной Европы. Метод атропинокоматозной терапии не получил широкого распространения из-за технической сложности, необходимости неотступного врачебного контроля в течение длительного времени и выраженных соматических и неврологических расстройств в клинической картине комы.
В настоящее время атропинокоматозная терапия не является признанным методом на Западе. Специальная медицинская литература в СССР сообщала о значительной опасности этого устаревшего метода лечения.

## История применения в психиатрии
Впервые применять высокие (коматозные) дозы атропина для лечения психических заболеваний, в частности шизофрении, предложил в 1950 году американский учёный G.Forrer. Однако методика не получила широкой популярности, как вследствие того, что уже существовавшие и широко распространённые на тот момент методы «шоковой» терапии (инсулинокоматозная и электросудорожная терапия) были технически проще и менее трудоёмки для врача и требовали менее длительного выключения сознания, так и вследствие общего снижения интереса психиатров к «шоковым» (по терминологии того времени) методам лечения на фоне появления и всё более широкого распространения психофармакотерапии — лечения психотропными препаратами, в частности нейролептиками и антидепрессантами.

## Механизм действия
Полностью механизм действия АКТ до настоящего времени не известен, однако предполагается, что он связан с сильной центральной холинергической блокадой и с последующим компенсаторным повышением чувствительности М-холинергических структур головного мозга, и вторичными реципрокными изменениями в состоянии других нейромедиаторных систем — норадренергических, серотонинергических, дофаминергических, ГАМКергических.

## Противопоказания к проведению АКТ

### Абсолютные
- Глаукома;
- Ишемическая болезнь и декомпенсированные пороки сердца;
- Язвенная болезнь желудка или двенадцатиперстной кишки в стадии обострения;
- Активный туберкулёз лёгких;
- Цирроз печени;
- Острые лихорадочные состояния;
- Гипертоническая болезнь II—III стадии;
- Стенокардия;
- Нарушения атриовентрикулярной проводимости;
- Холецистит или панкреатит с частыми обострениями;
- Хроническая пневмония или хронический бронхит;
- Состояния пониженного питания;
- Онкозаболевания;
- Нарушения свёртывающей системы крови;
- Тиреотоксикоз.

### Относительные
- Хронический отит;
- Атрофический ларингит, фарингит, ринит;
- Почечная недостаточность (при данной патологии необходимо соблюдать осторожность ввиду того, что основная часть атропина выводится именно почками).

## Возможные осложнения и побочные явления АКТ

### Ранние осложнения (во время сеанса АКТ)
- Отсутствие наступления коматозного состояния;
- Острое психомоторное возбуждение вместо комы или в процессе погружения в кому;
- Спутанность сознания, нарушение памяти, ориентировки в месте и времени (атропиновый делирий) вместо комы или в процессе погружения в неё;
- Галлюцинации (атропиновый галлюциноз) вместо комы или в процессе погружения в неё;
- Чрезмерная гипертермия (38-40 С и выше);
- Чрезмерная тахикардия (свыше 130—140 уд/мин);
- Чрезмерная гипертензия (свыше 150/90-160/100) или колебания артериального давления более чем на 50-60 мм.рт.ст. от исходного;
- Апноэ (остановка дыхания) или стволовое угнетение дыхания, задержки дыхания, шумное хриплое дыхание Куссмауля или волнообразное, прерывистое дыхание Чейн-Стокса;
- Сердечные аритмии;
- Рвота, аспирация желудочного содержимого в дыхательные пути, асфиксия (удушение рвотными массами);
- Чрезмерное углубление комы, утрата корнеального рефлекса, появление патологических стволовых симптомов, колебаний артериального давления, одышки более 30 дых/мин;
- Коллаптоидное состояние, острая сердечно-сосудистая недостаточность;
- Мышечные подёргивания или судороги.

### Отсроченные осложнения и побочные явления
Эти осложнения могут развиваться в период от непосредственно момента купирования комы до нескольких дней после проведённого сеанса.
- Сухость во рту, нередко воспринимаемая больными как жажда;
- Образование сухих корочек в носу вследствие сухости слизистой носа;
- Конъюнктивит вследствие снижения секреции слёзной жидкости;
- Сухой кашель вследствие сухости бронхиального дерева и затруднённой эвакуации густой слизи;
- Запоры вследствие снижения моторики (перистальтики) кишечника, вплоть до полной его атонии и развития динамической кишечной непроходимости;
- Затруднённое мочеиспускание, вплоть до острой задержки мочи;
- Симпато-адреналовый тремор рук, а иногда и головы;
- Расширение зрачков (мидриаз), нистагм, парез аккомодации глаз, плохая переносимость яркого света;
- Физическая слабость, вялость, апатия, адинамия, сонливость;
- Тахикардия, неустойчивость вегетативных реакций, колебания артериального давления;
- Снижение аппетита вплоть до полной анорексии;
- Снижение массы тела;
- Отсроченный (посткоматозный) атропиновый делирий или атропиновый галлюциноз;
- Холинолитическое опьянение, эйфория;
- Атаксия (неустойчивость походки), головокружение;
- Гипомания или мания;
- Бессонница или ночное психомоторное возбуждение в период курса АКТ.

## Методика проведения АКТ

### Подготовка к сеансу и премедикация
Перед первым сеансом АКТ больному делают диагностическую пробу на чувствительность к атропину — вводят подкожно или внутримышечно 0,5 мл 0,1 % раствора атропина, и наблюдают за реакцией больного. Чрезмерная тахикардия (свыше 100 в минуту), атаксия, тремор, чувство опьянения или головокружение после введения такой дозы являются признаками индивидуальной повышенной чувствительности к атропину и служат относительным противопоказанием к проведению АКТ.
Все психотропные препараты, обладающие холинолитическим действием (многие антидепрессанты, прежде всего трициклические, многие нейролептики, прежде всего низкопотентные, и в особенности такие из них, как клозапин и тиоридазин), желательно заблаговременно — за несколько дней до планируемого начала АКТ — отменить, или, по крайней мере, снизить их дозы; отменить или снизить дозы препаратов, способных понизить судорожный порог и облегчить возникновение судорог (например клозапин, хлорпромазин), или обладающих аритмогенным потенциалом (способностью вызывать сердечные аритмии), и препаратов, обладающих способностью вызывать или усиливать тахикардию и/или гипертензию, психомоторное возбуждение или галлюцинации, бессонницу (кофеин, амфетамин и другие психостимуляторы).
Утром в день проведения сеанса АКТ больной ничего не должен есть и пить, во избежание возможной рвоты и аспирации желудочного содержимого. С этой же целью перед сеансом больному вводятся внутривенно или внутримышечно противорвотные препараты — 4-6 мл 1 % метоклопрамида и 4 мл ондансетрона. Для профилактики сердечных аритмий, чрезмерной тахикардии и артериальной гипертензии больному даются бета-адреноблокаторы — например, пропранолол, ингибиторы АПФ — например, эналаприл. Возбуждение и судороги профилактируются назначением 10-20 мг (2-4 мл 0,5 % раствора) диазепама. Во избежание галлюцинаций в премедикацию обычно включают какой-либо высокопотентный нейролептик, обычно галоперидол (5-10 мг, 1-2 мл 0,5 % раствора). С целью предупреждения чрезмерной гипертермии уместно введение ибупрофена или других жаропонижающих препаратов.
Непосредственно перед сеансом АКТ больного в обязательном порядке раздевают до нижнего белья, укладывают на кровати и фиксируют вязками (на случай возбуждения, которое может быть опасным для самого больного и может, например, привести к потере быстрого доступа к венам больного). Обеспечивают адекватное физическое охлаждение больного (организуют обдув вентилятором, устанавливают кондиционер в помещении на более низкую, чем обычно, температуру).
Помещение, в котором проводится сеанс АКТ, должно быть слегка затемнено (находиться в полумраке), так как вследствие расширения зрачков и пареза аккомодации глаз яркий свет для больного неприятен.
Должны быть предприняты меры активной защиты слизистых оболочек от высыхания, поскольку высокие дозы атропина вызывают сухость слизистых. В глаза закладывают эзериновую (физостигминовую) мазь, а при её отсутствии простой вазелин или закапывают вазелиновое масло. Губы, язык, полость рта и носовые ходы, анус, прямую кишку и слизистые половых органов смазывают вазелином.

### Ведение комы
Через 30-40 мин после дачи премедикации больному внутривенно вводят начальную коматозную дозу атропина. Обычно в первых сеансах кома достигается при введении 75-150 мг атропина (8-15 мл 1 % или 3-6 мл 2,5 % раствора), в среднем 100 мг (10 мл 1 % или 4 мл 2,5 % раствора). Если кома не наступила в положенные сроки после введения начальной дозы, атропин титруют до наступления комы по 10-20 или 12,5-25 мг каждые 15-30 мин.
Через 7-10-15 мин после введения коматозной дозы атропина сознание больного отключается и наступает коматозное состояние. Правильная атропиновая кома характеризуется сравнительно небольшой глубиной (кома I степени, или 6-7 баллов по шкале Глазго), сохранностью рефлексов, функции внешнего дыхания, стабильным состоянием гемодинамики и вегетативных функций, умеренной степенью тахикардии (не выше 130—140, в идеале не выше 110—120 уд/мин) и артериальной гипертензии (не выше 150—160/100), умеренной гипертермией, не превышающей 38-38,5 °C. Кожные покровы больного сухие, бледные.
Для получения оптимального лечебного эффекта больной должен находиться в атропиновой коме 3-4 часа, однако некоторыми специалистами практикуются и более длительные атропиновые комы (до 5-7 часов). Вместе с тем, даже более кратковременные атропиновые комы (например, 1-2-часовые) оказывают лечебный эффект, хотя, возможно, и меньший, чем комы стандартной продолжительности. При низких дозах атропина в начале курса атропинокоматозной терапии возможен самопроизвольный выход из комы без купирования через 2,5-3 часа.
В течение всего сеанса атропинокоматозной терапии должен осуществляться непрерывный мониторинг основных параметров жизнеобеспечения пациента — контроль за дыханием, частотой сердечных сокращений, уровнем артериального давления, температурой тела, неврологическим статусом (состоянием рефлексов, тонусом скелетных мышц), степенью насыщения крови кислородом. Необходима непрерывная запись ЭЭГ и ЭКГ во время сеанса.
Сеанс АКТ обычно ведётся на спонтанном дыхании, интубация трахеи при обычном (неосложнённом) течении сеанса не показана и не производится, однако целесообразна ингаляция обогащённой кислородом и увлажнённой дыхательной смеси через воздуховод, так как вследствие сухости дыхательных путей и скопления густой слизи их проходимость может нарушиться.

### Выведение из комы
После достижения желаемой продолжительности кому прерывают внутривенным введением 1-2-3 мл 1 % раствора нивалина (галантамина). Если после введения этой дозы нивалина сознание не восстанавливается, нивалин титруют по 1-2-3 мл (10-20-30 мг) каждые 15-30 мин до восстановления сознания (возможно, вплоть до 100—120 мг суммарно).
Для усиления эффекта нивалина и ускорения выведения из комы можно применять центральные аналептики — кофеин (1-2 мл 20 % раствора), кордиамин (1-2 мл 25 % раствора) или бемегрид, психостимуляторы — эфедрин (1-2 мл 5 % раствора), однако следует при этом иметь в виду, что эти препараты могут усилить тахикардию и артериальную гипертензию, и без того усиливающуюся на выходе из атропиновой комы (по сравнению с временем пребывания в самой коме), спровоцировать сердечную аритмию или понизить судорожный порог и повысить вероятность возникновения судорог. Кроме того, эти препараты повышают потребность мозга и сердца в кислороде, и их можно применять на выходе из комы, только обеспечив адекватную оксигенацию.
При трудном, замедленном выходе из атропиновой комы показано введение глюкокортикоидов (до 60-120 мг преднизолона или эквивалентной дозы дексаметазона). Глюкокортикоиды неспецифически повышают реактивность как холинергических, так и адренергических структур ЦНС и ускоряют выход из атропиновой комы, однако рутинное их введение при обычном, неосложнённом течении сеанса АКТ не показано.

### Посткоматозная дезинтоксикация и симптоматическая терапия
После выведения из комы необходимо проведение дальнейших дезинтоксикационных мероприятий, направленных на ускорение выведения остатков атропина из организма и купирование тягостных для больного остаточных явлений атропиновой интоксикации. Поскольку атропин выводится в основном почками, основой посткоматозной детоксикации как в день АКТ, так и в ближайшие после неё дни или на следующий день, является обильное питьё в сочетании с инфузионным введением водно-солевых растворов и глюкозы с мочегонными препаратами (например фуросемидом). Рекомендуется введение в эти дни высоких доз витаминов, особенно B1 (тиамина), ноотропных препаратов (пирацетам и др.), метаболических препаратов (рибоксин). Учитывая снижение аппетита, веса и секреции пищеварительных ферментов в период АКТ, может оказаться необходимым назначение соляной кислоты или ацидин-пепсина, препаратов панкреатических ферментов, стимуляторов аппетита, анаболических стероидов, инсулина в малых, стимулирующих аппетит, дозах, или дополнительного парентерального питания (глюкоза, аминокислотные смеси, интралипид).
Тахикардию и тремор, колебания артериального давления в посткоматозный период симптоматически предотвращают или снимают бета-блокаторами. С целью профилактики и лечения галлюцинаций или делирия в посткоматозный период назначают высокопотентные нейролептики (обычно галоперидол). На ночь для профилактики и лечения бессонницы или ночного возбуждения дают снотворные (например залеплон или зопиклон, золпидем) либо бензодиазепиновые транквилизаторы. Во избежание запоров, в течение всего курса АКТ стул обеспечивается с помощью клизмы, предпочтительно с добавлением стимулирующих атоничный кишечник веществ (мыло или глицерин) и/или назначением слабительных, а также прокинетиков (метоклопрамид, сульпирид и др).
Тошноту, рвоту, снижение аппетита в ближайшие после сеанса дни снимают или предупреждают назначением противорвотных препаратов (метоклопрамид, ондансетрон и др.).
Всем больным, получающим АКТ, в обязательном порядке назначают отхаркивающие препараты (например, ацетилцистеин, мукалтин или таблетки от кашля на основе термопсиса), бронхосекретолитики (амброксол или бромгексин), бронхорасширяющие препараты (эуфиллин, эфедрин) на весь период курса, так как скопление густой неотхаркиваемой слизи в дыхательных путях приводит к затруднению дыхания, нарастающему от сеанса к сеансу, и повышает восприимчивость больных к инфекциям дыхательных путей, включая бронхиты и пневмонии.
Сухость во рту купируют обильным питьём, частым смачиванием полости рта, жеванием жевательной резинки (оптимальна в этом отношении отсутствующая в странах СНГ жвачка с холиномиметиком бетанехолом). Сухость слизистых носа купируют закапыванием в нос физраствора или капель на основе морской воды, масляных капель. Сухость и ощущение песка в глазах купируют назначением искусственной слезной жидкости. Расширение зрачков и парез аккомодации купируют назначением глазных капель с антихолинэстеразными препаратами или холиномиметиками.

## Критика
Как подчёркивает психиатр и врач-нарколог Александр Данилин, применение атропинокоматозной терапии вызывает у пациентов крайне мучительные переживания искусственной смерти при ясном сознании.
Атропинокоматозная терапия применялась к политическим инакомыслящим, принудительно помещавшимся в психиатрические больницы в советское время. Факт использования атропинокоматозной терапии в таких целях отмечался как отдельными диссидентами, так и посещавшими психиатрические тюрьмы в СССР международными экспертами.
В 1989 году делегация психиатров из США, посетившая советские психиатрические больницы для того, чтобы подтвердить или опровергнуть сведения о репрессивной психиатрии в СССР, отметила в своём докладе, опубликованном в Schizophrenia Bulletin, что атропиновая терапия использовалась даже применительно к тем пациентам, у которых американские психиатры не выявили никаких признаков психотических или аффективных расстройств.